# Kościół Zbawienie w Jezusie w Białej Podlaskiej
Kościół „Zbawienie w Jezusie” w Białej Podlaskiej – zbór Kościoła Chrystusowego w RP działający w Białej Podlaskiej. Posiada placówkę misyjną w Międzylesiu.
Pastorem zboru jest Piotr Bronowicki. Nabożeństwa odbywają się przy ul. Twardej 33.

## Historia
12 czerwca 1977 zgromadzenie członków zboru w Matiaszówce, należącego do Zjednoczonego Kościoła Ewangelicznego w PRL, podjęło uchwałę o powstaniu w Białej Podlaskiej placówki misyjnej tego zboru, której siedzibą został budynek przy ul. Twardej 33. Jej kierownikiem mianowano Piotra Bronowickiego seniora. 1 lipca tego roku prezydium ZKE zgłosiło utworzenie placówki Urzędowi Wojewódzkiemu w Białej Podlaskiej, który odpowiedział pozytywnie 29 lipca 1977.
5 sierpnia 1979 miało tu miejsce oficjalne wprowadzenie Piotra Bronowickiego juniora do służby kaznodziejskiej.
Na zebraniu 5 lipca 1981 wierni bialskiej placówki postanowili o jej przekształceniu w samodzielny zbór. Jego przełożonym mianowano Piotra Bronowickiego seniora, sekretarzem został Alfred Zabłocki, a skarbnikiem – Grażyna Masiuk. Powstanie nowego zboru zostało 23 lipca 1981 zgłoszone do Wydziału do Spraw Wyznań Urzędu Wojewódzkiego w Białej Podlaskiej, 20 sierpnia 1981 otrzymano potwierdzenie.
4 września 1983 ze zboru w Białej Podlaskiej została utworzona placówka w Terespolu. 2 marca 1986 placówkę przekształcono w samodzielny zbór, który w strukturach Zjednoczonego Kościoła Ewangelicznego stał się częścią ugrupowania Chrześcijan Wiary Ewangelicznej i po rozwiązaniu ZKE w 1988 wszedł w skład Kościoła Zielonoświątkowego w RP. Zbór w Białej Podlaskiej stał się częścią Kościoła Zborów Chrystusowych.
5 czerwca 1999 miało miejsce zgromadzenie członków zborów w Białej Podlaskiej i Międzylesiu (dokąd została przeniesiona siedziba zboru z Matiaszówki), na którym postanowiono o objęciu przez Piotra Bronowickiego juniora stanowiska pastora zboru w Białej Podlaskiej, natomiast Piotra Bronowicki senior został tymczasowo pastorem zboru w Międzylesiu, do czasu powołania na tę funkcję nowej, młodszej osoby.
Zbór w Międzylesiu został 17 września 2003 przekształcony w stację misyjną podległa zborowi w Białej Podlaskiej. Kierownikiem stacji został Robert Sosidko, ordynowany na pastora 16 listopada 2003 wraz z Krzysztofem Michalukiem.
W lipcu 2004 nastąpiła zmiana nazwy Kościoła Zborów Chrystusowych na Wspólnotę Kościołów Chrystusowych, a zbór w Białej Podlaskiej przyjął nazwę WKCh Kościół „Zbawienie w Jezusie” w Białej Podlaskiej.